# 柘榴 (D'ERLANGERの曲)
柘榴（ざくろ）はD'ERLANGERの3枚目のシングル。

## 解説
再結成第一弾シングル。プロモーションビデオには、バーレスクダンサーのミス・キャバレッタが出演している。
2008年3月18日付オリコンデイリーシングルランキング9位。

## 収録曲
1. 柘榴
作詞：kyo　作曲：CIPHER　編曲：D'ERLANGER
2. Sensual Dance
作詞：kyo　作曲：CIPHER　編曲：D'ERLANGER
3. Loveanymore
作詞：kyo　作曲：CIPHER　編曲：D'ERLANGER